# 891
891 (DCCCXCI) fue un año común comenzado en viernes del calendario juliano, en vigor en aquella fecha.

## Acontecimientos
- 5 de abril: en Aguilar de la Frontera (España), se libra la batalla del castillo de Poley, donde las fuerzas del emir de Córdoba Abdalá vencen a las de Hafsún.
- En Roma, Formoso sucede a Esteban V como papa.
- En la aldea de Pechina (provincia de Almería), una flota de quince naves del conde Suniario II de Ampurias realiza una operación de castigo contra la República Marítima de Bayyana (el principal foco de los corsarios andalusíes) en la batalla de Bayyana.

## Nacimientos
- 7 de enero: Abderramán III, califa cordobés (f. 961).

## Fallecimientos
- 14 de septiembre: Esteban V, papa católico.